# قرار مجلس الأمن التابع للأمم المتحدة رقم 570
قرار مجلس الأمن التابع للأمم المتحدة رقم 570، الذي تم تبنيه بالإجماع في 12 سبتمبر 1985، بعد الإشارة إلى وفاة القاضي بلاتون د.موروزوف بمحكمة العدل الدولية، قرر المجلس إجراء الانتخابات لشغل المنصب الشاغر في محكمة العدل الدولية في 9 ديسمبر 1985. في مجلس الأمن وفي الدورة الأربعين الجمعية العامة.
كان بلاتون موروزوف، المولود في لينينغراد عام 1906، محامياً مثل الاتحاد السوفيتي في منظمات دولية مختلفة. وكان عضوا في المحكمة منذ 6 فبراير 1970، وأعيد انتخابه في 6 فبراير 1979 لولاية أخرى تنتهي في عام 1988. ومع ذلك، في عام 1985، اضطر موروزوف إلى الاستقالة بسبب اعتلال صحته، وهي المرة الثانية التي يقوم فيها قاض في محكمة العدل الدولية بذلك.

## روابط خارجية
- نص القرار في undocs.org